# The Next World
"The Next World" là tập thứ mười trong Phần 6 của series phim truyền hình The Walking Dead. Tập phim được phát sóng trên kênh AMC của Mỹ vào ngày 21 tháng 2 năm 2016. Khi phát sóng tại Mỹ, tập phim đã được 13,483 triệu người xem trong đó có 6,6 triệu người từ 18-49 tuổi.

## Nội dung tập
Hai tháng trôi qua kể từ sau sự việc bầy xác sống tấn công Alexandria, người dân tại đây đã bắt tay vào sửa chữa những tổn thất trước đó và mở rộng diện tích cộng đồng đúng như tâm niệm của Deanna trước khi chết. Một bức tường mới đã được xây dựng nên và bức tường cũ đang được dỡ bỏ.
Tại nhà, Rick đang chuẩn bị đồ cho một chuyến ra ngoài kiếm nhu yếu phẩm. Michonne liền nhờ anh tìm và mang về một tuýp kem đánh răng. Họ cùng nói chuyện với Carl, người giờ đây đang đeo băng quanh mắt phải nhưng có vẻ đã hồi phục sau vết thương trước đó.
Daryl gọi Denise tới để nhờ cô ấy kiểm tra lại danh sách những đồ cần tìm khi ra ngoài. Khi được hỏi rằng vì sao lại cần đến nước soda cam, Denise bèn trả lời rằng đó là thức uống mà Tara thích. Cô muốn dành tặng những lon soda cho bạn gái mình, người đang sắp trở về cùng Heath sau một chuyến kiếm nhu yếu phẩm kéo dài 2 tuần.
Trước khi Rick và Daryl lên đường, Eugene mở cổng rồi đưa cho họ tấm bản đồ chỉ đường tới một số cửa hàng nông nghiệp, nơi có những hạt giống lúa miến có thể trở thành nguồn lương thực hữu hiệu cho cộng đồng. Ra khỏi Alexandria, Rick nói rằng hôm nay họ có thể sẽ tìm thấy thực phẩm lẫn những người mới để đưa về cộng đồng.
Trong lúc đang đứng gác, nhìn thấy Spencer cầm một chiếc xẻng đi vào rừng, Michonne liền đi theo anh ta.
Maggie tìm tới chỗ Enid đang ngồi một mình. Cô động viên cô bé hãy hòa nhập và giúp đỡ mọi người cùng đưa Alexandria trở về quy củ như trước đây. Trước khi rời khỏi, Maggie nói rằng cô sẵn sàng lắng nghe những lời tâm sự của Enid nếu như cô bé cần.
Tìm được một nhà kho chứa hạt giống lúa miến, Rick và Daryl phát hiện ra một chiếc xe tải ở bên trong. Họ mở cửa sau xe và nhìn thấy một lượng lớn nhu yếu phẩm. Rick cho rằng họ nên lái chiếc xe tải và quay trở lại để lấy xe của mình sau.
Tiếp tục lên đường, hai người đến được một trạm xăng. Thấy một máy bán nước ngọt tự động bị đổ sấp dưới đất, Daryl chợt nhớ tới lời dặn của Denise về việc mang soda về. Anh liền dùng một sợi xích nối chiếc máy với xe tải để kéo nó lật ngửa lên. Đột nhiên, một người bịt mặt bỗng từ đâu chạy tới đâm sầm vào người Rick. Rất nhanh chóng, Rick cùng Daryl rút súng ra và chĩa vào người anh ta với vẻ đề phòng. Người kia bèn giải thích rằng mình chỉ đang chạy trốn một vài xác sống và không may đụng phải Rick. Anh ta tự giới thiệu mình tên là Paul Rovia, nhưng thường được bạn bè gọi là "Jesus". Khi Jesus hỏi rằng liệu Rick & Daryl có đang sống tại một nơi an toàn nào không, họ liền nói dối và hỏi ngược lại. Jesus liền đáp rằng anh ta cũng không có nơi ở nào và lặng lẽ bỏ đi. Mặc dù Rick muốn đặt ra 3 câu hỏi dành cho Jesus với ý định muốn đưa anh ta về Alexandria, anh đã bị Daryl can lại.
Sau khi Jesus đã đi khỏi, Rick cho rằng anh ta cũng đang nói dối vì dựa vào việc đầu tóc khá sạch sẽ, có thể anh ta cũng đang có một nơi ở cố định. Trong lúc hai người họ còn đang bàn luận về việc có nên lần theo Jesus để biết nơi anh ta sống hay không, có tiếng súng nổ đột nhiên vang lên ở khu nhà phía sau. Bị giật mình, Rick & Daryl chạy đến thì phát hiện ra đó chỉ là tiếng pháo đốt bên trong một thùng rác. Bấy giờ, cả hai mới nhận ra rằng Jesus đã lấy được chìa khóa xe tải dắt bên hông Rick và lừa họ. Vội vàng quay trở lại, Rick & Daryl nhìn thấy Jesus đã lái chiếc xe cao chạy xa bay, kéo lê theo cả chiếc máy bán nước tự động đằng sau.
Trong rừng, Spencer đang chuẩn bị giết một xác sống tiến về phía mình. Tuy nhiên khi con walker lại gần, Michonne đã xuất hiện và giết nó. Mặc cho cô hỏi rằng vì sao anh ấy lại một mình cầm xẻng đi giữa rừng, Spencer chỉ đáp rằng anh sẽ vẫn đi tiếp. Không còn lựa chọn nào khác, Michonne đành tiếp tục đi cùng Spencer.
Ở một nơi khác trong rừng, Carl và Enid đang cùng đi dạo. Giữa đường, Enid nhặt được một túi bóng có một tờ giấy bên trong, nhưng những dòng chữ mực trên giấy đã bị mưa làm nhòe đi hết. Sau khi hai đứa trẻ ngồi xuống nghỉ và cùng đọc truyện, họ nghe thấy có tiếng bước chân gần đó. Carl cẩn trọng nhìn về phía phát ra tiếng động thì nhận ra đó chỉ là Spencer và Michonne. Khi hai người đó đã đi qua, Enid chợt nói rằng: “Mình không muốn ra ngoài này nữa”. Carl đồng tình với bạn và cả hai cùng bắt đầu trở về nhà. Tuy nhiên trong lúc đang đi, họ chợt bắt gặp Deanna trong hình hài xác sống. Mặc dù Enid nhất quyết cho rằng phải ra tay giết bà ấy, Carl đã cản cô bé lại, bảo bạn về nhà và để cho mình lo liệu.
Lần chạy theo dấu vết của chiếc xe tải, Rick & Daryl nhìn thấy chiếc máy bán nước tự động bị vứt lại giữa đường. Sau khi lấy vài lon soda cam trong đó ra uống cũng như cất một ít vào túi để mang về cho Denise, họ lại tiếp tục đuổi theo kẻ cướp xe. Cuối cùng, hai người thấy Jesus đang đậu xe giữa đường. Họ âm thầm lại gần rồi bất ngờ tấn công. Sau một hồi đấu tay không nhưng không lại với Jesus, cả Rick và Daryl buộc phải chĩa súng vào người anh để khống chế. Sau khi trói anh ta và lấy lại được chìa khóa xe, họ lên xe và rời khỏi.
Tuy nhiên khi đến được một cánh đồng, hai người nghe thấy có tiếng động lạ trên nóc xe. Nhận ra rằng Jesus đang ở trên đó, Rick đã thắng xe gấp, khiến anh ta ngã nhào xuống đất. Daryl lập tức xuống xe và đuổi theo Jesus trong khi Rick tới giết một vài xác sống gần đó. Sau một hồi chơi trò “đuổi bắt”, nhận thấy Rick đã ra khỏi xe, Jesus chạy tới nhảy lên chiếc xe tải một lần nữa nhưng bị Daryl đuổi kịp và cố lôi ra. Giằng co một lúc, Jesus cướp được khẩu súng của Daryl và chĩa về phía anh. Tuy nhiên thay vì bắn Daryl, anh ta đã bắn một xác sống phía sau định tấn công anh ấy. Vừa nói lời cảm ơn, Daryl vừa lôi Jesus ra khỏi xe và vô tình làm chạm vào cần số xe, khiến chiếc xe bị tụt dốc không phanh và chìm nghỉm dưới một hồ nước gần đó. Jesus bị cánh cửa xe đập vào đầu và lăn ra bất tỉnh. Sau khi nghe ý kiến của Rick, Daryl đành miễn cưỡng đồng ý về việc đưa anh ta về Alexandria.
Vẫn đang đi giữa rừng, Michonne cố khuyên Spencer rằng đã đến lúc họ nên trở về “nhà”. Tuy nhiên, Spencer phủ nhận điều đó và nói rằng Alexandria chỉ là nơi anh ta sống, không phải “nhà”. Đột nhiên, họ nhìn thấy Carl đang chạy gần đó và dụ theo một xác sống. Sau khi Carl đi khỏi, Michonne và Spencer nhận ra xác sống đó chính là Deanna. Thấy “mẹ” đang tiến lại gần, Spencer bèn rút dao ra. Trong lúc Michonne vòng ra sau và giữ chặt lấy walker Deanna, Spencer đã đâm chết bà. Chôn cất cho Deanna xong, Michonne nói với Spencer rằng anh vẫn còn một “gia đình” đang chờ ở Alexandria và giờ là lúc họ sẽ cùng về "nhà".
Trên đường trở về Alexandria, Daryl nhắc lại về việc trước đây Rick từng bảo anh rằng không cần ra ngoài tìm thêm người về cộng đồng nữa. Daryl cho rằng Rick đã đúng. Tuy nhiên, Rick phủ nhận và nói chính anh mới là người sai, rằng giờ đây anh đã hiểu được những gì mọi người đang cố nói với mình. Rick tỏ vẻ lạc quan trong việc hy vọng tìm được thêm nhiều người hơn nữa cho cộng đồng.
Về tới nhà, Michonne đến chỗ Carl để hỏi lý do cho việc cậu bé dụ xác sống Deanna tới chỗ cô và Spencer. Carl liền đáp rằng cậu bé muốn người ra tay kết liễu Deanna phải là một người yêu thương bà ấy, là một người trong gia đình. Khi Carl bảo rằng cậu bé sẵn sàng làm điều đó cho Michonne, cô liền đi tới và ôm cậu vào lòng.
Khi đã về đến Alexandria, Rick & Daryl đưa Jesus (lúc này đã tỉnh nhưng vẫn đang giả vờ bất tỉnh) tới bệnh xá để Denise kiểm tra sơ qua tình hình. Sau khi nhận thấy không có gì quá nghiêm trọng, họ đưa anh ta vào trong phòng giam của cộng đồng. Rick để lại một ly nước cùng một mẩu giấy cho Jesus rồi rời khỏi cho Daryl canh chừng.
Quay trở về nhà, Rick ngồi trên chiếc ghế dài cạnh Michonne. Anh kể với cô về việc mình cùng Daryl vừa đưa một người mới về cộng đồng, sau đó đưa cho cô một thanh kẹo bạc hà để thay cho tuýp kem đánh răng cô nhờ lấy về. Sau một hồi cười nói, Rick & Michonne nắm lấy tay và hôn nhau. Một lát sau, khi hai người họ đang nằm trên giường, Jesus bất ngờ xuất hiện tại phòng ngủ và gọi Rick dậy. Nghe thấy tiếng gọi, cả Rick lẫn Michonne đều lập tức tỉnh dậy và cầm vũ khí lên. Jesus liền nói: “Chúng ta nên nói chuyện”.

## Diễn viên

### Diễn viên chính
- Andrew Lincoln vai Rick Grimes
- Norman Reedus vai Daryl Dixon
- Steven Yeun vai Glenn Rhee*
- Lauren Cohan vai Maggie Greene
- Chandler Riggs vai Carl Grimes
- Danai Gurira vai Michonne
- Melissa McBride vai Carol Peletier*
- Michael Cudlitz vai Abraham Ford*
- Lennie James vai Morgan Jones*
- Sonequa Martin-Green vai Sasha Williams*
- Josh McDermitt vai Eugene Porter
- Christian Serratos vai Rosita Espinosa*
- Alanna Masterson vai Tara Chambler
- Seth Gilliam vai Gabriel Stokes*
- Ross Marquand vai Aaron*
- Austin Nichols vai Spencer Monroe
- Tovah Feldshuh vai Deanna Monroe

### Diễn viên định kỳ
- Merritt Wever vai Denise Cloyd
- Tom Payne vai Paul Rovia
- Katelyn Nacon vai Enid

*Không xuất hiện trong tập này

### Các diễn viên phụ khác
- Mandi Christine Kerr vai Barbara*
- Chloe & Sophie Garcia-Frizzi vai Judith Grimes
*Không xuất hiện trong tập này

## Cái chết trong tập
- Deanna Monroe (Sau khi biến đổi)

## Đánh giá
"The Next World" nhận được phản hồi tích cực từ giới phê bình. Trên trang Rotten Tomatoes, có 96% trong số 28 bài đánh giá tập phim mang tính tích cực. Lenika Cruz và David Sims từ tạp chí The Atlantic đánh giá cao việc đưa phim nhảy qua một quãng thời gian kể từ sau những sự kiện cuối trong tập trước đó, giúp mở ra một cốt truyện hoàn toàn mới cho phim. Họ cho rằng "The Next World" khá độc đáo nếu so với các tập phim khác của The Walking Dead, khi mà nó mang một bầu không khí hài hước, hóm hỉnh thay vì u ám và "máu me" như mọi khi. Sự xuất hiện của nhân vật mới Jesus cũng như diễn xuất của nam diễn viên thủ vai Tom Payne cũng là những điểm sáng trong tập này.

## Bên lề
- Lần đầu tiên xuất hiện của: Paul Rovia (Jesus).
  - Họ của Jesus khi đưa vào phim đã được đổi từ “Monroe” thành “Rovia” để tránh gây nhầm lẫn với gia đình nhà Monroe tại Alexandria.
- Tên của tập phim - "The Next World" đến từ câu nói của Jesus với Rick & Daryl: “If this is the next world, I hope it’s good to you guys”.
- Trong chương trình Talking Dead phát sóng sau tập phim, nữ diễn viên Danai Gurira xác nhận rằng đã 2 tháng trôi qua kể từ sau những sự kiện xảy ra trong tập trước đó.
- Đây là tập phim thứ hai trong Phần 6 không có cái chết của người sống nào.
- Hai nam diễn viên Andrew Lincoln (Rick) và Norman Reedus (Daryl) đã cùng nhau xem bộ phim cao bồi Butch Cassidy And The Sundance Kid (1969) để chuẩn bị cho những cảnh quay hành động xen lẫn hài hước trong tập này.
- Quyển truyện tranh mà Carl đọc lúc ở trong rừng là Invincible, một bộ truyện khác của tác giả truyện tranh The Walking Dead Robert Kirkman.
- Mặc dù lần đầu làm đạo diễn của một tập phim The Walking Dead. Kari Skogland - đạo diễn của tập phim này đã từng đảm nhiệm vai trò tương tự trong hai tập phim của Phần 1 Fear The Walking Dead.
- Những bài hát được sử dụng trong tập phim này bao gồm:
  - “More Than A Feeling” của Boston (Đầu tập phim)
  - “Action Packed” của Ronnie Dawson (Khi Rick & Daryl vừa ra khỏi Alexandria)
  - “If My Heart Was A Car” của Old 97’s (Sau khi Rick & Daryl giành lại được xe)
- Danh sách những người đã chết được ghi trên bức tường tại Alexandria cho thấy rằng bên cạnh 3 mẹ con Jessie, còn có 4 cư dân khác chết trong vụ tấn công xác sống ở tập trước.

## Lỗi phim
- Tên của Betsy không được ghi trong danh sách những người đã chết trên bức tường tại Alexandria mặc dù cô ấy chết trong tập “Now”.
- Mặc dù lần cuối được nhìn thấy bị bao vây bởi xác sống, trong lần xuất hiện trở lại này, thân thể của Deanna không hề có dấu hiệu gì cho thấy trước đó bà bị một số lượng lớn xác sống cắn xé.[10]